# Textes hittites

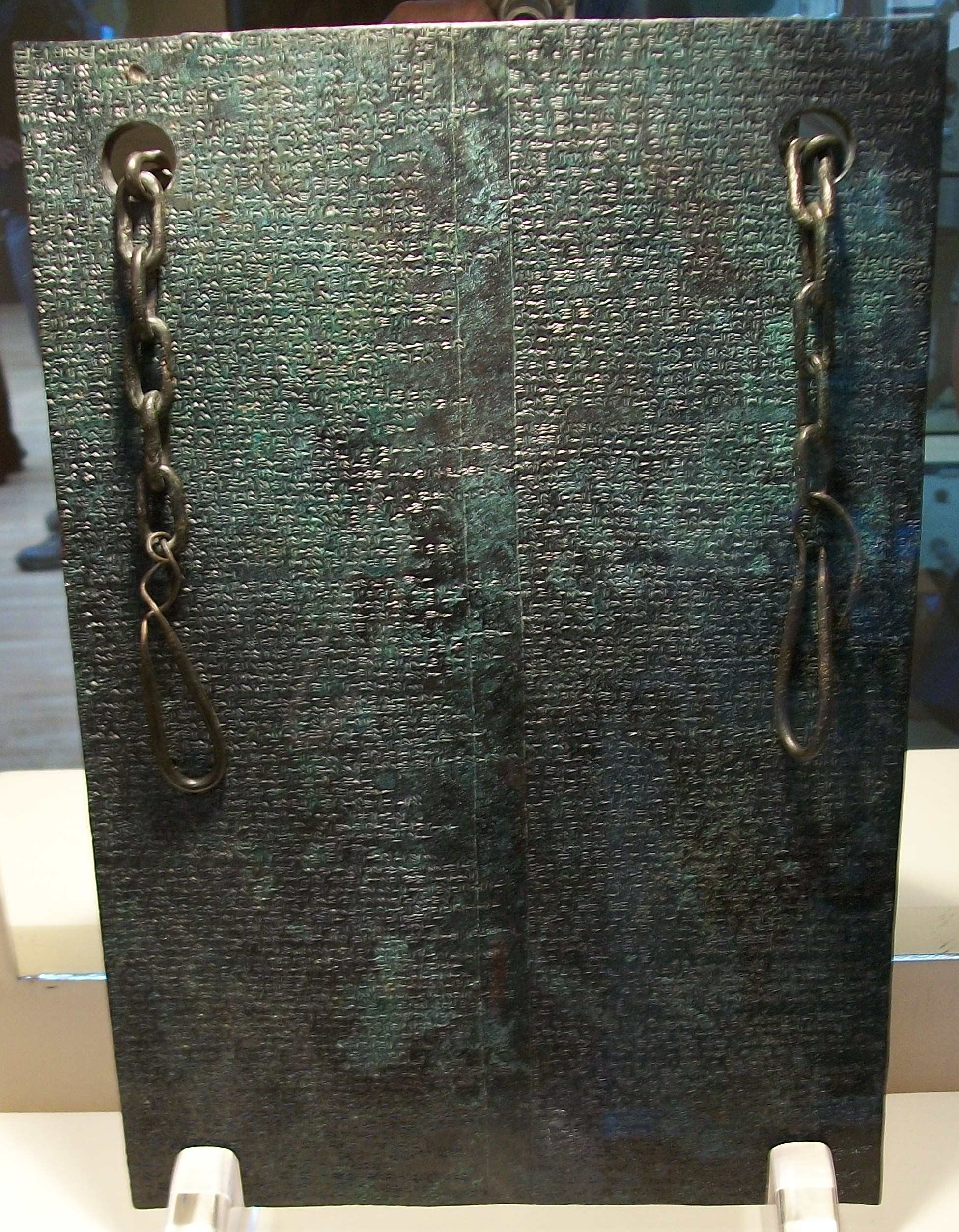
Traité entre Tudhaliya IV du Hatti et Kurunta de Tarhuntassa (Bo 86/299). Il s'agit de l'unique tablette de bronze hittite découverte à ce jour. Découverte à Hattusa en 1986, elle est conservée au Musée des civilisations anatoliennes d'Ankara.

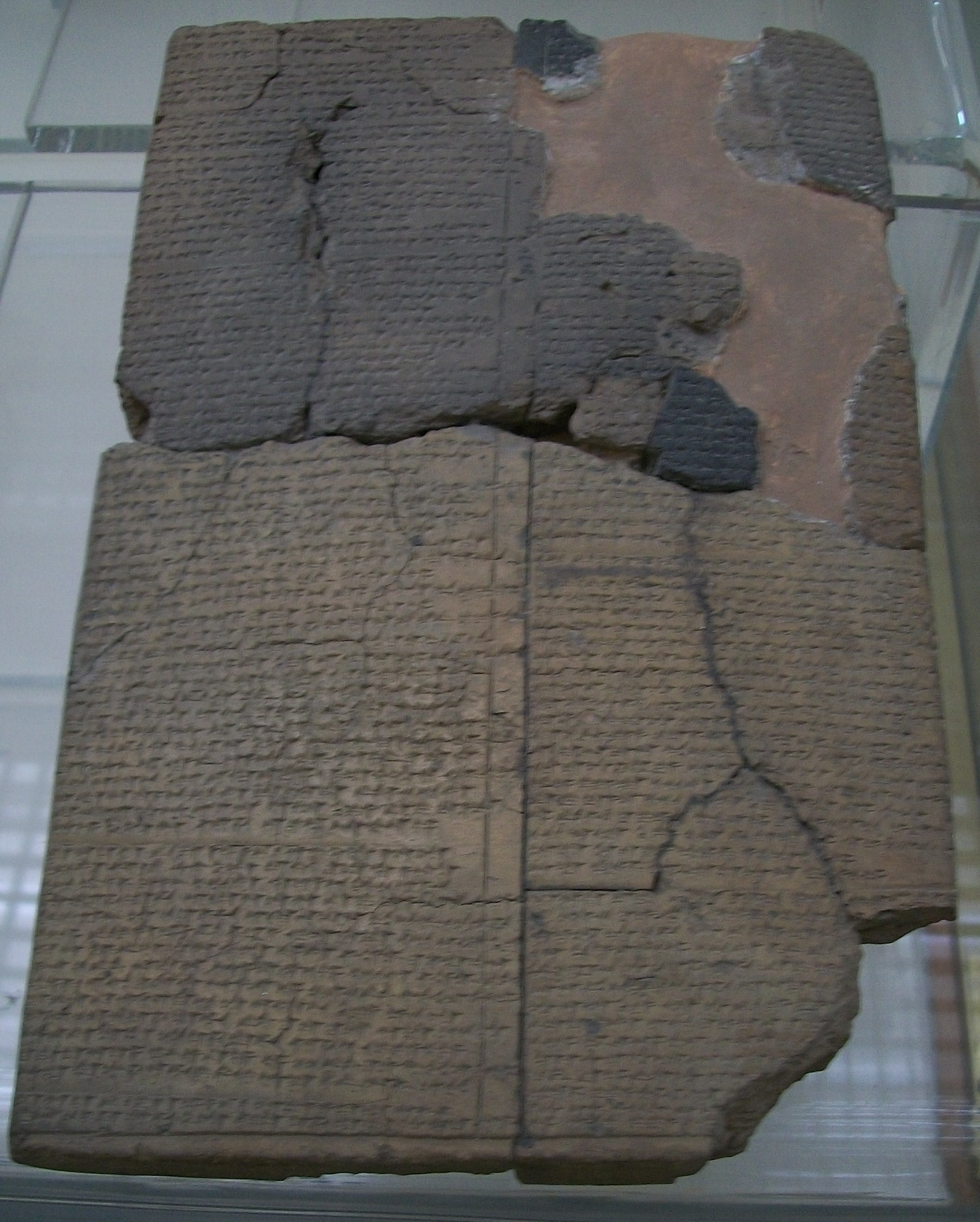
Apologie de Hattusili III (KUB I 1). Tablette conservée au musée archéologique d'Istanbul.

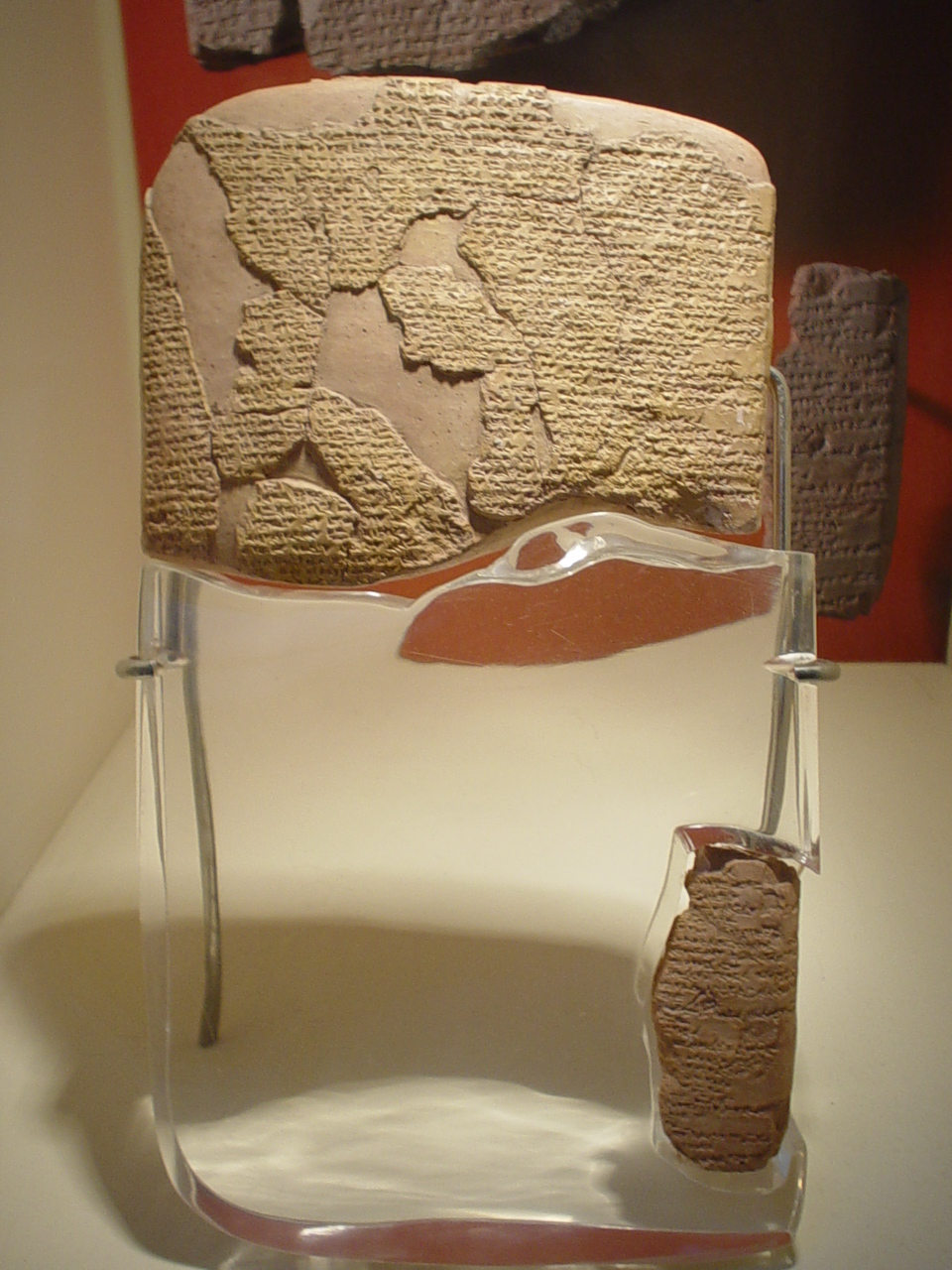
Traité de paix égypto-hittite (1259)

Les textes écrits en langue hittite sont une des sources d'information majeures sur la civilisation hittite (IIe millénaire avant notre ère).
Plus de 30 000 tablettes ou fragments ont été exhumés des archives royales de la capitale du royaume hittite, Hattusa, près de la ville moderne de Boğazkale, nommée autrefois Boğazköy. Si la majorité des textes viennent de Hattusa, d'autres sites ayant livré des tablettes peuvent être cités : Maşat Höyük, Ortaköy, Kuşaklı ou Kayalıpınar en Turquie, Alalakh, Ougarit et Emar en Syrie, Amarna en Égypte.
Les tablettes sont en majorité conservées dans les musées turcs d'Ankara, d'Istanbul, de Boğazkale et de Çorum (Ortaköy) et dans d'autres musées comme le Pergamonmuseum à Berlin, le British Museum à Londres et le Louvre à Paris.

## Historique
L'exploitation des textes hittites nécessite un travail préalable d'édition, de collection et de classement des milliers de fragments à disposition : sauf exception, la plupart des textes doivent être en effet reconstruits à partir de fragments épars. Par ailleurs, il peut exister des copies d'un même texte, comme pour le texte d'Anitta.
Les éditions des textes cunéiformes sont dominées par trois séries : la série des Keilschrifturkunden aus Boghazköi, en 60 volumes (abrégé en KUB), la série des Keilschrifttexte aus Boghazköi en 71 volumes (abrégé en KBo) et les quatre volumes de la série turque Istanbul arkeoloji müzelerinde bulunan Boğazköy (abrégé en IBoT). Le principe d'édition est le même : il s'agit de fac-similés des tablettes. Le centre de recherches de Mayence, publie sur son site internet, Hethitologie Portal Mainz, quelques fac-similés et des photos des tablettes, disponibles dans la Konkordanz der hethitischen Texte. Le travail de translittération, traduction et commentaire est mené dans plusieurs collections, dont la plus célèbre est la série allemande des Studien zu den Boğazköy-Texten (abrégé en SBoT).
Dans les années 1950, 1960 et 1970, le travail de collection et de classement des fragments a été mené par Emmanuel Laroche, qui a publié en 1971 un Catalogue des textes hittites (abrégé en CTH), augmenté en 1972 par un supplément publié dans la Revue hittite et asianique (volume 30, 94-133). Ce travail est aujourd'hui mis à jour sur la version en ligne de la Konkordanz der hethitischen Texte, par Silvin Košak.
La datation des textes est souvent délicate. On s'appuie en général sur deux critères, la graphie du texte et la langue du texte, qui permettent d'établir une chronologie en trois périodes : OS (Old Script) / MS (Middle Script) / NS (New script) pour la graphie du texte, et OH (Old Hittite) / MH (Middle Hittite) /  NH (Neo-Hittite) pour la langue. Certains textes peuvent ainsi dater de la période du vieux hittite (OH), mais avoir été recopiés à une époque plus récente, avec un système graphique plus récent (NS). La datation peut être aussi élaborée à partir du contenu du texte : l’Apologie de Hattusili III doit ainsi dater du règne de Hattusili III et l’Aphasie de Mursili II du règne de Mursili II. Néanmoins, il faut toujours distinguer la date de la première rédaction et la date de la copie du texte : dans le cas de l’Aphasie de Mursili II, les copies à notre disposition ont été écrites plusieurs dizaines d'années après les faits narrés, après le règne de Mursili II.
Le classement du Catalogue des textes hittites (CTH) est numéroté comme suit :
- Textes historiques (CTH 1-220)
- Textes administratifs (CTH 221-290)
- Textes juridiques (CTH 291-298)
- Textes lexicaux (CTH 299-309)
- Textes littéraires (CTH 310-320)
- Textes mythologiques (CTH 321-370)
- Hymnes et prières (CTH 371-389)
- Textes rituels (CTH 390-500)
- Inventaire des textes cultuels (CTH 501-530)
- Textes de présages et  oracles (CTH 531-582)
- Vœux (CTH 583-590)
- Textes de fêtes (CTH 591-724)
- Textes écrits en d'autres langues (CTH 725-830)
- Textes de type inconnu (CTH 831-833)

Autres documents (Nouvel empire):
- Lettre de Manapa-Tarhunda ;
- Lettre de Milawata ;
- Lettre de Tawagalawa.

### Ancien royaume
- Illuyanka (CTH 321)
- Lois hittites
- Mythe de Télipinu (CTH 324)
- Serment militaire hittite
- Texte d’Anitta

### Nouvel empire
- Apologie de Hattusili III (CTH 81)
- Aphasie de Mursili II (CTH 486)
- Chant de Kumarbi
- Kikkuli, instructions pour le dressage des chevaux.